# Stephen Strange (Universo cinematográfico de Marvel)
El Doctor Stephen Vincent Strange, a menudo conocido como Doctor Strange, es un personaje de la franquicia Universo Cinematográfico de Marvel, basado en el personaje de Marvel Comics del mismo nombre, comúnmente conocido por su título académico. Apareció por primera vez como el personaje principal en la película homónima estrenada en 2016, como un neurocirujano brillante y arrogante que después de un accidente automovilístico, puso fin a su carrera. En su búsqueda para reparar sus manos dañadas, él descubre la magia en Kamar-Taj y se convierte en un Maestro de las Artes Místicas, usando sus nuevos poderes para proteger la Tierra de diversas amenazas.
En el proceso, se une con los Vengadores y Guardianes de la Galaxia para combatir a Thanos, antes de permitirle a Thanos iniciar El Blip, él mismo entre sus víctimas, para asegurar su victoria final cinco años después al ser devuelto a la vida. A su regreso, Strange sigue siendo el Guardián designado del Santuario de Nueva York, pero descubre que Wong se ha convertido en el Hechicero Supremo, una posición que el propio Strange estaba en proceso de heredar del Anciano antes de ser Blipeado. Más tarde, Strange se enfrenta a varios problemas del multiverso recién establecido, incluida una brecha entre realidades creada por un intento interrumpido de borrar el conocimiento de todos sobre la identidad secreta de Peter Parker como Spider-Man que había sido causado por Mysterio; y una Wanda Maximoff corrompida por el Darkhold, a quien debe impedir que adquiera la capacidad de América Chávez para atravesar el multiverso para sus propios objetivos.
El personaje también tiene un papel secundario en Thor: Ragnarok (2017), y tiene un papel principal en Avengers: Infinity War (2018), seguido de una aparición en Avengers: Endgame (2019) y un papel de invitado en What If...?. Strange regresó en un papel secundario en Spider-Man: No Way Home (2021), así como regresa en el papel principal en Doctor Strange en el multiverso de la locura (2022). En todas sus apariciones, es interpretado por Benedict Cumberbatch, quien recibió elogios de la crítica por su actuación y fue nominado a varios premios. Una versión notable en What If...? es Doctor Strange Supremo, quien accidentalmente destruye su universo en sus esfuerzos por resucitar su versión de Christine Palmer, y luego cofunda los Guardianes del Multiverso con el Vigilante para derrotar a una versión alternativa de Ultron. Cumberbatch regresará como el personaje en Avengers: Doomsday (2026) y Avengers: Secret Wars (2027).

## Historia
El personaje de Doctor Strange se creó originalmente en la década de 1960. El artista Steve Ditko y el escritor Stan Lee han descrito que el personaje fue originalmente idea de Ditko, quien escribió en 2008: "Por mi cuenta, le traje a Lee una historia de cinco páginas a lápiz con un guion de página/panel de mi idea de un nuevo y diferente tipo de personaje para la variedad en Marvel Comics. Mi personaje terminó llamándose Dr. Strange porque aparecería en Strange Tales". En una carta de 1963 a Jerry Bails, Lee escribió:

Bueno, tenemos un nuevo personaje en proceso para Strange Tales (solo un relleno de 5 páginas llamado Dr. Strange) Steve Ditko lo dibujará. Tiene una especie de tema de magia negra. La primera historia no es nada genial, pero tal vez podamos sacar algo de él. Fue idea de Steve y pensé que le daríamos una oportunidad, aunque, de nuevo, tuvimos que apurar demasiado la primera. Little Sidelight: Originalmente decidió llamarlo Sr. Strange, pero pensó que el "Sr." era demasiado similar a Sr. Fantastico, ahora, sin embargo, recuerdo que recientemente tuvimos un villano llamado Dr. Strange en una de nuestras revistas, ¡espero que no sea demasiado confuso!.

Después de una adaptación cinematográfica de 1978 también titulada Dr. Strange, se habían desarrollado varias encarnaciones de una adaptación cinematográfica de Doctor Strange desde mediados de la década de 1980, hasta que Paramount Pictures adquirió los derechos cinematográficos en abril de 2005 en nombre de Marvel Studios. A mediados de la década de 2000, Kevin Feige se había dado cuenta de que Marvel todavía poseía los derechos de los personajes principales de los Vengadores, que incluía a Strange. Feige, un autoproclamado "fanboy", imaginó la creación de un universo compartido tal como lo habían hecho los creadores Stan Lee y Jack Kirby con sus cómics a principios de la década de 1960. En 2004, David Maisel fue contratado como director de operaciones de Marvel Studios, ya que tenía un plan para que el estudio autofinanciara películas. Marvel entró en una estructura de deuda sin recurso con Merrill Lynch, en virtud de la cual Marvel obtuvo $525 millones para hacer un máximo de 10 películas basadas en las propiedades de la compañía durante ocho años, garantizadas por ciertos derechos cinematográficos de un total de 10 personajes, incluido Doctor Strange. Thomas Dean Donnelly y Joshua Oppenheimer se incorporaron en junio de 2010 para escribir un guion. En junio de 2014, Derrickson fue contratado para dirigir y reescribir la película con Spaihts. Cumberbatch fue elegido para el papel del mismo nombre en diciembre de 2014, lo que requirió un cambio de horario para evitar sus otros compromisos. Esto le dio a Derrickson tiempo para trabajar él mismo en el guion, para lo cual pidió ayuda a Cargill. La película comenzó como fotografía principal en noviembre de 2015 en Nepal, antes de trasladarse al Reino Unido y Hong Kong, y concluir en la ciudad de Nueva York en abril de 2016.

### Caracterización
El Agente Sitwell lo menciona por primera vez simplemente como "Stephen Strange" en sus  diálogos en la película de 2014 Captain America: The Winter Soldier, y aparece por primera vez en la película de 2016 Doctor Strange, en la que es interpretado por Benedict Cumberbatch. Cumberbatch repite el papel en las películas Thor: Ragnarok, Avengers: Infinity War, Avengers: Endgame y Spider-Man: No Way Home.Repite también el papel en Doctor Strange en el multiverso de la locura, que originalmente estaba programada para lanzarse el 7 de mayo de 2021, pero debido a la Pandemia de COVID-19, la fecha de lanzamiento se retrasó hasta el 25 de marzo de 2022.
En su primera aparición en el UCM, el Dr. Strange es un neurocirujano que, después de un accidente automovilístico que lo llevó a un viaje de curación, descubre el mundo oculto de la magia y las dimensiones alternativas. Cumberbatch describió a Strange como arrogante, con la película "sobre él pasando de un lugar donde cree que lo sabe todo a darse cuenta de que no sabe nada". Comparó el personaje con la versión de Sherlock Holmes que interpreta en Sherlock, llamando ambos personajes son "inteligentes" y tienen "conocimientos de los mismos colores". El misticismo de la película resonó en Cumberbatch, para quien la espiritualidad ha sido importante desde que pasó su año sabático enseñando inglés en un monasterio budista tibetano en Darjeeling, India. Las habilidades de Strange en la película incluyen lanzar hechizos con "nombres divertidos y retorcidos", crear mandalas de luz para escudos y armas, y crear portales para viajes rápidos alrededor del mundo. Strange también es ayudado por una capa de levitación para volar, y el ojo de Agamotto, una reliquia que contiene una gema del infinito que puede manipular el tiempo. Cumberbatch tuvo mucho cuidado al definir los movimientos físicos y los gestos de los hechizos, sabiendo que los fanes los notarían y estudiarían. Describió estos gestos como "balleticos" y "muy dinámicos", y recibió ayuda del bailarín JayFunk con los movimientos de tintineo con los dedos.
Más tarde, Strange se convirtió en un maestro de las artes místicas. Markus y McFeely describieron a Strange en Infinity War como "[terminando] siendo el adulto razonable en la habitación" con la "perspectiva más amplia disponible". Aaron Lazar se desempeñó como suplente de Cumberbatch hasta que este último completó la filmación de The Current War (2017). En ese momento, Cumberbatch volvió a filmar escenas en las que era necesario ver su rostro. Julian "JayFunk" Daniels una vez más ayudó a Cumberbatch con sus movimientos de dedos.

## Biografía ficticia del personaje

### Primeros años de vida
De niño, Stephen Strange juega en un estanque congelado con su hermana, Donna, quien cae a través del hielo y se ahoga, lo que hace que Strange se lamente por no haber podido salvarla. Se convierte en médico y, a través de años de estudio y práctica, perfecciona sus habilidades hasta alcanzar un alto nivel.

### Convirtiéndose en un maestro de las artes místicas
En 2016, Strange es un neurocirujano rico, aclamado pero arrogante, que se lesiona gravemente las manos en un accidente automovilístico mientras se dirigía a una cena, dejándolo incapaz de operar. Su compañera cirujana y ex amante Christine Palmer intenta ayudarlo a seguir adelante, pero Strange ignora sus intentos y busca en vano cirugías experimentales para curar sus manos, a costa de su riqueza. Strange se entera de Jonathan Pangborn, un parapléjico, a quien se había negado a tratar anteriormente debido a que percibía que tenía pocas posibilidades de recuperación, pero que misteriosamente había recuperado el uso de sus piernas. Pangborn dirige a Strange a Kamar-Taj, donde es rescatado de una banda de ladrones que intentan robarle un costoso reloj y es acogido por Mordo, un hechicero bajo el mando del Ancestral.
El Ancestral demuestra su poder a Strange, revelándole el plano astral y otras dimensiones como la Dimensión Espejo. A regañadientes, ella acepta entrenar a Strange, cuya arrogancia y ambición le recuerdan al hechicero renegado Kaecilius, que recientemente había robado páginas de un libro vital de la biblioteca de Kamar-Taj. Strange estudia con el Ancestral y Mordo, y con libros antiguos de la biblioteca que ahora custodia el Maestro Wong. Strange descubre que la Tierra está protegida de amenazas de otras dimensiones por un escudo generado por tres edificios llamados Santuarios, en Nueva York, Londres y Hong Kong, todos conectados y accesibles desde Kamar-Taj. Strange usa su impresionante memoria y progresa rápidamente, leyendo en secreto el texto del que Kaecilius robó páginas y aprendiendo a doblar el tiempo con el místico Ojo de Agamotto. Mordo y Wong atrapan a Strange en el acto y le advierten que no rompa las leyes de la naturaleza, haciendo una comparación con el deseo de Kaecilius de vida eterna. Después de que Kaecilius usa las páginas robadas para contactar a Dormammu de la Dimensión Oscura y lidera un ataque al Santuario de Nueva York, matando a su guardián, Strange detiene a los atacantes con la ayuda de la Capa de Levitación hasta que llegan Mordo y el Ancestral. Mordo se desilusiona con el Ancestral después de que Strange revela que el Ancestral ha estado extrayendo poder de la Dimensión Oscura para sostener su larga vida. Kaecilius luego hiere mortalmente al Ancestral y escapa a Hong Kong. Antes de morir, ella le dice a Strange que él también tendrá que doblar las reglas para complementar la naturaleza firme de Mordo para derrotar a Kaecilius, además de hacerle elegir entre curar como Pangborn o servir protegiendo la Tierra. Strange y Mordo llegan a Hong Kong para encontrar a Wong muerto, el Santuario destruido y la Dimensión Oscura envolviendo la Tierra. Strange usa el Ojo para revertir el tiempo y salvar a Wong, luego ingresa a la Dimensión Oscura y crea un bucle temporal alrededor de él y Dormammu. Tras asesinar repetidamente a Strange sin éxito, Dormammu finalmente cede a la exigencia de Strange de abandonar la Tierra y llevarse a Kaecilius y sus fanáticos con él a cambio de que Strange rompa el ciclo. Después de que Mordo le diera la espalda tras abandonarlo, Strange devuelve el Ojo a Kamar-Taj y se instala en el Santuario de Nueva York para continuar sus estudios y mantener una lista de vigilancia de diversas amenazas a la Tierra.
En 2017, Strange se entera de la llegada de Thor y Loki y atrapa a Loki en un portal mientras lo invita al Santuario de Nueva York. Allí cuestiona los motivos de Thor para traer a Loki a la Tierra. Thor explica que buscan a su padre, así que Strange localiza a Odín, libera a Loki y los envía a un portal a Noruega.

### Guerra infinita y resurrección
En 2018, Strange y Wong están hablando en el Sanctum de Nueva York cuando Bruce Banner aterriza repentinamente del techo. El les informa a Strange y Wong de la inminente amenaza de Thanos. En respuesta, Strange fue con Banner a buscar a Tony Stark, quien estaba con Pepper Potts en el Central Park, y le pidió que lo acompañara y lo felicitara por su propuesta. Ebony Maw y Cull Obsidian, miembros de los Hijos de Thanos, llegan para recuperar la Gema del Tiempo guardada por Strange en el Ojo de Agamotto, y terminan llamando la atención de Peter Parker, quien llega para ayudar. Maw captura a Strange, pero no logra tomar la gema del tiempo debido a un encantamiento, por lo que lo lleva a su nave espacial para ser torturado hasta que rompa el hechizo. Sin embargo, Stark y Parker se infiltran en la nave, matan a Maw y rescatan a Strange. Aterrizando en el planeta Titán, donde se supone que Maw se reunirá con Thanos, el trío se encuentra con Peter Quill, Drax el Destructor y Mantis y juntos forman un plan para combatir a Thanos una vez que llegue. Mientras lo esperan, Strange usa la gema para ver millones de futuros posibles, y solo ve uno en el que Thanos pierde. Los héroes junto con Nebula luchan contra Thanos, y casi logran quitarle el Guantelete del Infinito con las gemas que llevaba puestas, hasta que un enfurecido Quill rompe su control sobre él, después de enterarse de la muerte de Gamora. Después de un breve duelo con Thanos, Strange es derrotado mientras Stark está mortalmente herido, pero se salva cuando Strange entrega la gema del tiempo. Una vez que ocurre el Blip, Strange le dice a Stark que no había otra manera y se desintegra.
En 2023, Strange vuelve a la vida y, junto con Wong y los demás Maestros de las Artes Místicas, transporta a Parker, los Vengadores restaurados, los Guardianes de la Galaxia, los Wakandianos, los Asgardianos y los Devastadores a través de portales al Complejo de los Vengadores destruido para unirse a la batalla final contra un Thanos alternativo y su ejército. Durante la batalla, Strange evita que el campo de batalla se inunde con el lago e insinúa a Stark que este es el único futuro en el que ganarán. Después de que Stark se sacrifica para derrotar al Thanos alternativo, Strange asiste a su funeral.

### Ayudando a Peter Parker
En 2024, para gran decepción de Strange, Wong ha asumido el título de Hechicero Supremo. En otoño, Strange recibe la visita de Parker, después de que su identidad como Spider-Man es expuesta al mundo por Quentin Beck/Mysterio. Al no poseer la Gema del Tiempo, Strange se ofrece a ayudar a Parker y sugiere lanzar el hechizo llamado Runas de Kof-Kol para hacer que el mundo olvide que es Spider-Man, a lo que acepta a pesar de las advertencias de Wong sobre el peligro del hechizo. El hechizo fracasa cuando Parker distrae inadvertidamente a Strange hablando mientras lo realiza y cambiando los parámetros varias veces, manipulando y abriendo el multiverso, lo que hace que personas de otras realidades que saben que Parker es Spider-Man e ingresen al universo de Strange, incluidos dos versiones alternativas de Parker (una de la serie de películas The Amazing Spider-Man, y el otro de la serie de películas de Sam Raimi), así como sus adversarios Otto Octavius, Norman Osborn, Flint Marko, Curt Connors y Max Dillon, y, sin que Strange y Parker lo sepan, Eddie Brock y el simbionte Venom (del Universo Spider-Man de Sony). 
Strange detiene a Connors y encarga a Parker y sus amigos, Ned Leeds y Michelle Jones, que recuperen a los demás visitantes. Una vez que los villanos han sido capturados, Strange, molesto y cansado, intenta enviarlos de regreso a sus universos de origen usando una reliquia conocida como La Macchina de Kadavus, pero luego de enterarse de que algunos de ellos morirán una vez que regresen y tiene la intención de curarlos antes de enviarlos. Los devuelven, Parker roba la reliquia que contiene el hechizo de Strange y Strange lo persigue hasta la Dimensión del Espejo, donde se baten en duelo brevemente. Strange queda atrapado en la Dimensión del Espejo cuando lo toman desprevenido y Parker le roba su argolla.
Doce horas más tarde, Leeds (que tenía el cabestrillo de Strange con él) lo libera sin darse cuenta y es testigo de cómo Parker y sus seres alternativos curan a los villanos. Osborn destruye la reliquia de Strange, lo que hace que el multiverso continúe abriéndose. Parker le dice a Strange que vuelva a lanzar el hechizo, esta vez haciendo que el mundo se olvide por completo de la existencia de su identidad civil. Strange, aunque inicialmente reacio y advierte a Parker del costo, acepta y lanza el hechizo, lo que resulta en que los Parker alternativos, sus villanos, Brock y Venom regresen a sus universos de origen mientras todos los del universo de Strange, incluido él mismo, olvidan a Parker, pero aún recuerdan a Spider-Man, y la victoria de Beck sobre Spider-Man ya fue eliminada finalmente.
En otra parte, se revela que su hechizo tuvo el efecto no deseado de desplazar a un antiguo adversario de Spider-Man, el encarcelado Adrian Toomes, en un universo alternativo.

### Luchando contra la Bruja Escarlata
En el Santuario, Strange soñó con una niña y una versión alternativa de sí mismo huyendo de una criatura con cintas en un lugar desconocido. La criatura acabó matando a su versión alternativa e intentó capturar a la niña, pero esta abrió un portal en forma de estrella que la hizo caer junto con el difunto Strange. Poco después, Strange asiste a la boda de Palmer y habla con su antiguo colega, West, en la iglesia, quien también había sido víctima del Blip. Posteriormente, Strange asiste a la recepción de la boda y se disculpa con Palmer por su conducta pasada y la felicita con su esposo llamado Charlie, quién muestra ser un fan de Strange. De repente, al escuchar un disturbio afuera, Strange abandona la recepción y se enfrenta a una criatura invisible que está atacando la ciudad. Strange revela que la criatura es un ser interdimensional parecido a un pulpo, Gargantos. Cuando Strange es dominado, Wong se une a la pelea y los dos finalmente lo matan mientras salvan a la niña, que se presenta como América Chávez. Chávez explica que puede viajar a través del multiverso y que otras criaturas están detrás de su poder, incluido un Strange de otro universo, y Strange le dijo a ella que si tuvieron experiencia con el multiverso en un evento reciente con Spider-Man. Chávez lleva a Strange y a Wong al cuerpo de Strange, quien la traicionó, tras lo cual Strange declara que él también estaba en su sueño. Chávez explica que no era un sueño, sino que ella y la variante de Strange buscaban un libro de magia pura llamado el Libro de los Vishanti, que, según Strange, no era real. Después de que Strange entierra a su variante, él lleva a Chávez con Wong a Kamar-Taj, y también descubre que los símbolos de Gargantos y su variante no eran de hechicería, sino de brujería.
Strange se reúne con Wanda Maximoff en su aislamiento autoimpuesto, sin darse cuenta de que ya ha sido tomada por el Darkhold y ha adoptado la identidad de la Bruja Escarlata. Strange le dice a Maximoff que no está allí para hablar del incidente de Westview, sino de Chávez. Sin embargo, ella revela accidentalmente que ya la conocía y que pretende usarla para tomar su poder y estar con versiones reales alternativas de sus hijos Billy y Tommy. Strange intenta razonar con ella diciéndole que no son reales, pero se niega a entregársela a Maximoff, quien ataca Kamar-Taj, matando a muchos hechiceros. Durante el ataque, los poderes de Chávez se activan y ella y Strange escapan por un portal que atraviesa varios universos. Strange y Chávez terminan en un universo alternativo, designado como "Tierra-838", donde exploran este lugar, explicando sus preguntas hasta que Strange sube a una plataforma de memoria, que muestra un recuerdo de él y Palmer en una cita. Chávez también usó la máquina y Strange presenció el momento en que ella obtuvo sus poderes, lo que provocó que sus madres fueran absorbidas por ella, para nunca más ser vistas. Strange consoló a Chávez, asegurándole que sus madres seguían vivas. Tras hablar sobre la complicada relación de Strange con Palmer, él y Chávez llegan al Santuario donde son recibidos por el Mordo de este universo.
Durante su visita, Strange y Chávez son drogados por él y puestos bajo custodia. Al despertar, Strange se encuentra con Palmer de este universo, quien designa su Tierra como "Tierra-616". Mordo lleva a Strange a los Illuminati, formado por Mordo, Capitana Peggy Carter, Black Bolt, Capitana María Rambeau, Reed Richards y Charles Xavier. Ellos explican cómo el uso imprudente de Strange del Darkhold de su universo para derrotar a Thanos desencadenó una "incursión", destruyendo otro universo, lo que llevó a los Illuminati a matarlo, convirtiendo a Mordo en el nuevo Hechicero Supremo y ocupando el puesto vacante de Strange en los Illuminati. Los Illuminati afirman entonces que Strange-616 también es peligroso y se niegan a creer sus advertencias sobre Maximoff. Strange entonces ve imágenes de Maximoff, tras haber entrado en sueños en su contraparte 838, atacando el cuartel general de los Illuminati, matándolos a todos excepto a Mordo, quien es derrotado por Strange. Strange, Chávez y Palmer escapan a la intersección, el espacio entre universos, donde ellos encuentran el Libro de los Vishanti. Maximoff aparece, destruye el libro y se apodera de la mente de Chávez, usando sus poderes para enviar a Strange y Palmer a otro universo.
Strange y Palmer entran en un universo destruido por una incursión, donde Strange se encuentra con el Strange de ese universo, corrompido por el Darkhold, quien le dice que hay un alto precio para quien lo use, mostrándole su tercer ojo. En una pelea, Strange mata al Strange de este universo y toma su Darkhold para caminar en sueños hacia el cuerpo fallecido del Defender Strange e ir tras Maximoff. Cuando Palmer entró, sabiendo lo que él iba a hacer, ella declaró que todos los Doctores Strange en cada universo eran iguales, y Strange estuvo de acuerdo, afirmando que, en ese momento, Chávez lo necesitaba y no podía hacerlo sin su ayuda. Antes de comenzar el ritual, Strange le ordenó a Palmer que protegiera su cuerpo de las Almas de los Condenados mientras él caminaba en sueños. Al comenzar el ritual, Strange proyectó su consciencia en el cadáver putrefacto de su yo alternativo, similar a un zombi, abriendo el Portal Interdimensional al Monte Wundagore. Después de ser atacado por los demonios, quienes lo abrumaron, Palmer los despachó destruyéndolos con el Brazier of Bom'Galiath y diciéndole a Strange que los usara a su favor gracias a su conocimiento de las artes místicas. El los agarró y los usó como una capa para volar al Castillo Darkhold y enfrentarse a Maximoff. Con la ayuda de Wong y Chávez, quienes lograron controlar sus poderes, transportan a Maximoff de regreso a la "Tierra-838" y al hogar Maximoff de ese universo, donde se da cuenta de que sus acciones han asustado a Billy y Tommy de ese universo frente a su madre. Arrepentida por sus acciones, Maximoff decide destruir el Darkhold en todos los universos y aparentemente sacrificándose para hacerlo. Strange le dijo que amaba a Palmer en todos los universos, y que no era que no quisiera que nadie la cuidara, sino que simplemente tenía miedo. Ellos fueron salvados por Chávez, quien abrió un portal y regresaron a sus universos. Strange ve la reconstrucción de Kamar-Taj, mientras Chávez comienza a entrenar allí antes de regresar al Sanctum de Nueva York. Strange se tomó su tiempo para finalmente reparar el reloj que Palmer le regaló en su cita, y una vez reparado, lo guardó, un gesto de aceptación y superación por parte de Palmer. Mientras paseaba por las calles, Strange desarrolla un tercer ojo como resultado de caminar en sueños y una hechicera se le acerca a él y lo invita a evitar una incursión en la Dimensión Oscura.

## Versiones alternativas

### What If...?(2021–2024)
Varias versiones alternativas de Strange aparecen en la serie animada What If...? y la película Doctor Strange in the Multiverse of Madness, todas interpretadas por Cumberbatch.

#### Doctor Strange Supremo
En un 2016 alternativo, Strange buscó a Kamar-Taj y se convirtió en un maestro de las artes místicas después de que Christine muriera en un accidente automovilístico, pero él quedó ileso. Strange se entera de la capacidad del Ojo de Agamotto para manipular el tiempo e intenta evitar la muerte de Christine. Ancestral le explica que la muerte de Christine es "un punto absoluto" irreversible, ya que es la razón por la que Strange aprende las artes místicas y la paradoja resultante podría dañar el tejido de la realidad. Strange se niega a escuchar y huye a la biblioteca de Cagliostro, donde pasa siglos aprendiendo que puede prevenir la muerte de Christine absorbiendo seres mágicos, convirtiéndose en una versión monstruosa de su antiguo yo llamado Doctor Strange Supremo.
Strange Supremo se entera de que Ancestral usó un hechizo de la Dimensión Oscura para dividirlo en dos seres para dividir su poder; la otra mitad había aceptado la muerte de Palmer. Strange Supremo busca a su contraparte y finalmente lo absorbe antes de resucitar a Palmer, quien siente repulsión por su apariencia, lo que hace que su universo se deshaga. Strange Supremo pide ayuda al Vigilante, un observador omnisciente del multiverso, solo para ser rechazado cuando el Vigilante lo condena por no prestar atención a la advertencia de Ancestral. Cuando su universo finalmente colapsa, Strange Supremo observa impotente cómo Palmer se desvanece de la existencia y se lamenta solo en el vacío.
Tiempo después es visitado por el Vigilante que solicita su ayuda a regañadientes ya que fue derrotado por una versión alternativa de Ultron que se ha convertido en una amenaza para el multiverso. Strange materializa un bar y se encuentra con la Capitana Carter, Star-Lord/T'Challa, Thor, Gamora y  Erik "Killmonger" Stevens, quienes habían sido elegidos por el Vigilante como los Guardianes del Multiverso para combatir a Ultrón. Mientras está en otro universo, Thor alerta prematuramente a Ultron sobre su ubicación, lo que lleva a Strange a transportar una horda de zombis de otro universo para distraer a Ultron mientras escapan. En el universo natal de Ultron, conocen a Natasha Romanoff y el equipo lucha contra Ultron. Después de que Romanoff y Carter subieran con éxito a Arnim Zola a la conciencia analógica de Ultron en el cuerpo de Ultron, Killmonger los traiciona y Strange lo atrapa en una dimensión de bolsillo con Zola. Luego, el Vigilante le encarga a Strange Supremo que los vigile por la eternidad, en lo que acepta con gusto mientras cita al Vigilante "¿Para qué son los amigos"?
Algún tiempo después, Strange abandonó su puesto y abrió un portal a otro universo encontrando a una mujer de la tribu Mohawk, Kahhori, y gente de Sky World en la sala del tribunal de la reina Isabel de España, diciendo que la había estado buscando durante mucho tiempo. Más tarde llegó al universo 1602 y reclutó a la Capitana Carter. Posteriormente se reveló que las ambiciones de Strange de resucitar a Christine Palmer de su universo habían regresado y había estado secuestrando a asesinos del universo y héroes justos de todo el multiverso para alimentar a La Forja, una construcción mágica que pretendía usar para restaurar su universo destruido. dándole de comer a todos sus cautivos. Carter liberó a los prisioneros de Strange y luchó contra él con la ayuda de Kahhori y la Infinity Armor tomada de un Killmonger liberado, pero no demostró ser rival para él ni siquiera con el poder de las Gemas del Infinito. Kahhori finalmente logró que todos regresaran a casa, pero no antes de que entregaran sus armas y símbolos de poder a las dos mujeres. Strange se transforma en una bestia demoníaca, pero Carter logró devolverle el sentido por un momento con las Gemas, y Strange revela que no podía detenerlo, demasiado consumido por su dolor. Transformándose nuevamente en la bestia, Strange lleva a Carter a la Forja, pero ella puede liberarse. Antes de que la bestia pudiera destruir a Carter, Strange emerge parcialmente de ella y contiene a la bestia, salvando la vida de su vieja amiga, antes de caer en la Forja. El sacrificio de Strange restauró su universo y a Christine Palmer, pero como consecuencia, nunca renacería en él, efectivamente nunca existiría en el universo restaurado.
El Vigilante fue posteriormente juzgado por los Vigilantes conocidos como la Eminencia, el Encarnado y el Verdugo por sus repetidas intervenciones, incluyendo otorgarle a Strange el conocimiento que le permitió recrear su universo. Bajo ataque por la Eminencia, el Encarnado y el Verdugo, Carter se sacrificó para transportar al Vigilante, Kahhori, Byrdie la Pata y Tormenta al nuevo universo de Strange, donde su alma se encontraba en cada átomo, actuando como un universo viviente. Strange mantuvo la perspicacia suficiente para ayudar de nuevo a sus amigos, usando su poder absoluto sobre el universo para dejar a los tres Vigilantes sin poder. Una imagen de Strange apareció brevemente entre las estrellas, velando por todos.

#### Zombi Strange
En un 2018 alternativo, Strange se infecta con un virus cuántico y se transforma en un zombi. Después de atacar a Bruce Banner fuera del Sanctum, Hope van Dyne y su ejército de hormigas lo matan.
La capa de levitación lo rechazó cuando se convirtió en un zombi, uniéndose a Peter Parker y luego al frasco que sostenía la cabeza de Scott Lang.

### Multiverso de la Locura
En esta película aparecen diferentes versiones de Doctor Strange:

#### Defender Doctor Strange
En una realidad alternativa sin nombre, Strange protege a América Chávez de un demonio interdimensional que intenta robarle su capacidad de entrar en el multiverso. Incapaz de escapar, y creyéndose mejor equipado para controlar sus poderes, Strange intenta robárselos. El demonio lo hiere mortalmente, y Chávez los envía a ambos a la Tierra-616 (la realidad principal del MCU), donde muere a causa de sus heridas. Strange y Wong de la Tierra-616 encuentran y esconden el cuerpo. Su cuerpo es poseído más tarde por 616-Strange usando el hechizo de "caminar en sueños" del Darkhold para luchar contra Wanda Maximoff.

#### Doctor Strange Tierra-838
En una realidad alternativa conocida como Tierra-838, Strange es miembro de los Illuminati. Sin embargo, su uso imprudente del Darkhold en su esfuerzo por derrotar a Thanos crea una "incursión" que destruye otro universo. El fue ejecutado por Black Bolt, convirtiendo a Karl Mordo en el nuevo Hechicero Supremo de la Tierra-838. Tras la muerte de Strange, los Illuminati mintieron al mundo diciéndoles que se sacrificó para matar a Thanos, y se erigió una estatua en su honor en el Santuario de Nueva York, otorgándole el título de "El héroe más poderoso de la Tierra".

#### Doctor Strange Siniestro
En una realidad alternativa, Strange se deprimió y usó el Darkhold para caminar en sueños y encontrar otras versiones de sí mismo que podrían estar viviendo felizmente con su Christine Palmer. Cuando no pudo encontrar esa versión, se propuso matar a otras versiones de sí mismo por despecho, casi diezmando su propio universo en el proceso. Cuando 616-Strange y 838-Palmer ingresan a este universo, 616-Strange lucha y finalmente mata al corrupto y loco Strange arrojándolo por una ventana, empalándolo en un poste de cerca.

### Deadpool & Wolverine
Una versión alternativa e invisible de Strange se encontró en el Vacío, un reino similar a un páramo al que se enviaba todo lo "podado" por la Autoridad de Variación Temporal, y fue brutalmente asesinado por Cassandra Nova, la hermana gemela de Charles Xavier y autoproclamada gobernante del Vacío, quien usó su piel durante cuatro días y conservó su anillo de honda como recuerdo, que luego usa para ayudar a Wade Wilson y Logan a escapar de Alioth.

### Tu amigo y vecino Spider-Man
En una realidad alternativa, se ve a Strange luchando contra un extraterrestre simbiótico en público. Su conflicto causa la destrucción de la Escuela Midtown High, donde el estudiante de primer año Peter Parker asiste en su primer día. Peter luego ayuda a Strange a capturar al extraterrestre. Cuando Strange sale a través de su portal con el extraterrestre, una araña radiactiva emerge a través del portal y se queda atrás; la araña luego muerde a Peter, lo que le otorga habilidades similares a las de una araña.

## Apariciones en películas
Benedict Cumberbatch interpreta al Doctor Stephen Vicent Strange en las películas del UCM: Doctor Strange (2016), Thor: Ragnarok (2017), Avengers: Infinity War (2018), Avengers: Endgame (2019), Spider-Man: No Way Home (2021), y Doctor Strange en el multiverso de la locura (2022).